# Pilea flavicaulis
Pilea flavicaulis är en nässelväxtart som beskrevs av Ignatz Urban och Britton. Pilea flavicaulis ingår i släktet pileor, och familjen nässelväxter. Inga underarter finns listade i Catalogue of Life.